# Махиня Микита Леонідович
Микита Леонідович Махиня (нар. 16 січня 2003, Мелітополь, Запорізька область, Україна) — український футболіст, нападник.

## Клубна кар'єра
Народився в Мелітополі, Запорізька область. У ДЮФЛУ виступав за дніпровське УФК та «Шахтар» (Донецьк). У сезоні 2020/21 років виступав за юнацьку команду «гірників», а по його завершенні залишив «Шахтар».
Наприкінці липня 2021 року став гравцем юнацької команди ФК «Маріуполь». У футболці «приазовців» дебютував 18 вересня 2021 року в програному (0:5) домашньому поєдинку 8-го туру Прем'єр-ліги України проти донецького «Шахтаря». Микита вийшов на поле в стартовому складі та відіграв увесь матч.

## Кар'єра в збірній
Викликався до розташування юнацької збірної України (U-16).